# Upublicznienie wdzięczności
Upublicznienie wdzięczności – projekt Cypriana Kamila Norwida z 1879 dotyczący tworzenia pomników ku czci przyjaciół Polski.

## O tekście
W maju 1879 Norwid napisał nekrolog poświęcony Horacemu Delaroche. Zakończył go marzeniem o kącie własnej ziemi albo publicznym jakimś ogrodzie, gdzie mógłby postawić kamienne pro-Christo, na cokole którego zapisane by były nazwiska wszystkich szlachetnych przyjaciół narodu polskiego, a gdyby to był kraj o niezwykłym zmyśle chrześcijańskim, przyznano by mu tą zasługę, bo wdzięczność jest to chrześcijański promień przed chrześcijaństwa przyjściem już świtający. W cztery miesiące później Norwid stworzył ten projekt i przekazał go Bronisławowi Zaleskiemu, którego uważał za osobistość publiczną. Autograf zachował się w papierach po Bronisławie Zaleskim. Wydał go Stanisław Pigoń w 1935 w Tygodniu, dodatku do krakowskiego Głosu Narodu.

## Treść
Upublicznienie wdzięczności zdaje się być pierwszym krokiem i żywiołem powołującego się do życia społeczeństwa lub narodu. Przed laty Polska miała osobistych przyjaciół, po latach niewoli ma również zwolenników i wyznawców. Nadszedł czas wyrażenia wdzięczności publicznie. Włości możnych, ich parki, są zbytkiem, jeśli nie służą narodowi i cywilizacji, i nawet czasem oburzony lud je niszczy. Projekt Norwida polega na tym, by taki park upubliczniał się raz na rok, otwierając się dla odwiedzających. Celem odwiedzin byłaby kaplica, skromna, w stylu katakumbowym i ze ścianami wyłożonymi płytami z nazwiskami przyjaciół Polski. W takiej kaplicy odbywałaby się raz do roku cicha Msza żałobna. Kaplica miałaby akt założenia i swą księgę, którą powinien współtworzyć jakiś poseł, by sprawie nadać publiczny charakter.